# Інавгурації Леоніда Кучми
Інавгурації Леоніда Кучми, другого Президента України, що був при владі два терміни та мав дві інавгурації. Його перша інавгурація як другого президента України відбулася 19 липня 1994 року. Друга інавгурація Кучми відбулася 30 листопада 1999 року.
- Церемонію першої інавгурації 1994 року транслювалися наживо два телеканали: «УТ-1» та «УТ-2».
- Церемонію другої інавгурації 1999 року транслювалися наживо вісім телеканалів: «УТ-1», «УТ-2», «1+1», «Інтер», «Новий канал», «ICTV», «СТБ» та «Рада».[джерело?]

## Перша інавгурація
За підсумками виборів Президента України 1994 року Кучма був обраний другим президентом України. Він переміг чинного президента Леоніда Кравчука, набравши 52.14 % голосів виборців проти 45.06 % за чинного голову держави.
Інавгурація відбулася 19 липня 1994 року. Під час присяги клав руку на Пересопницьке Євангеліє. Попередній президент Кравчук прийшов символічно передати владу своєму наступникові.
Сама церемонія пройшла досить скромно: до зали Верховної Ради він зайшов через бокові двері, без першої леді і без особливих почестей під час присяги. Гімн виконував військовий оркестр без слів. Вступ на посаду Кучма відсвяткував того ж дня прийомом у Маріїнському палаці.
Всі відзначали надзвичайно важливий момент — спокійну, мирну передачу влади від одного президента до іншого. Я пам'ятаю, Кучма і Кравчук перед Маріїнським палацом стояли, мирно розмовляли. Всім це дуже подобалося, що після доволі слизького виборчого протистояння, вони нормально розмовляли, і передача влади відбулася дуже мирно.
— пригадує тодішній народний депутат Віктор Мусіяка

## Друга інавгурація
Під час повторного голосування з виборів Президента України, яке відбулося 14 листопада 1999 року. Президентом України став Леонід Кучма, який отримав 56,25 % голосів виборців.
Інавгурація відбулася 30 листопада 1999 року. Захід вперше відбувається не в приміщенні парламенту через складні стосунки Кучми з депутатами, а в Палаці Україна у присутності понад десяти іноземних делегацій. На цій інавгурації глава держави вперше отримає нагрудний знак, булаву та печатку президента України.
Перша інавгурація, яка пройшла не в будівлі Верховної Ради, а у щойно відремонтованому Національному палаці мистецтв «Україна». Причиною цього стали складні стосунки Кучми з парламентом, який бойкотував церемонію.
«Друга інавгурація Кучми була більш скандальною. Леонід Данилович запросив депутатів у Палац „Україна“, але значна їх частина, і я в тому числі, вважали, що це неприйнятно, що треба дотримуватися норм. Тому частина депутатів пішла на інавгурацію, а частина не пішла».
— Віктор Мусіяка
Також це була перша інавгурація, де президент отримав булаву, гербову печатку і нагрудний ланцюг, що згодом стало традицією.
Серед зарубіжних гостей із 21 держави були присутні вісім президентів (Узбекистану, Словаччини, Польщі, Молдови, Туреччини, Литви, Азербайджану, Білорусі) та два прем'єр-міністри (РФ, Казахстану). Також було запрошено відомих акторів, співаків, ведучих.
Леонід Кучма озвучив інавгураційну промову, в якій розповів про основні завдання на посаді президента.

## Пам'ятна медаль
З нагоди другої інавгурації Кучми Національний банк України випустив першу інавгураційну медаль — Пам'ятна медаль «На честь інавгурації Президента України» (1999). Її вручали всім запрошеним на урочисту церемонію. Цю традицію продовжили і випустили ще дві медалі — «На честь інавгурації Президента України В. А. Ющенка» (2005) та «На честь інавгурації Президента України В. Ф. Януковича» (2010).